# Блехцин, Игорь Яковлевич
Игорь Яковлевич Блехцин (13 апреля 1941, Ленинград, СССР — 18 декабря 2020, Санкт-Петербург, Россия) — советский и российский шахматист, мастер спорта СССР по шахматам (1964), международный мастер (1995), экономико-географ. В составе команды Ленинграда победитель первенства СССР между командами союзных республик по шахматам (1960). Вице-президент Санкт-Петербургской шахматной федерации. Доктор географических наук (1984), профессор.

## Биография
Родился в семье Якова Самойловича Блехцина (1900—1961) и Елизаветы Яковлевны Блехциной (1902—1994). Старший брат Самуил (1927—1942) погиб в блокаду Ленинграда.
Воспитанник тренера В. М. Бывшева. В конце 1950-х и в начале 1960-х был одним из ведущих молодых шахматистов Ленинграда. В 1959 году поделил 2—3-е место в чемпионате СССР среди юношей. Представлял команду Ленинграда в первенстве СССР между командами союзных республик по шахматам в 1960 году, где завоевал первое место и в командном, и в личном зачете. С 1961 по 1966 год участвовал в чемпионатах Ленинграда по шахматам, в которых лучший результат показал в 1962 году, когда занял второе место.
В 1963 году окончил Ленинградский ордена Ленина государственный университет имени А. А. Жданова. С 1973 года заместитель заведующего кафедрой в Ленинградском финансово-экономическом институте. Автор исследований по проблемам взаимодействия общества и окружающей среды, экологическим аспектам размещения производительных сил. Профессор Санкт-Петербургского государственного экономического университета, научный руководитель кафедры ПАО «Газпром».
Автор книги «О шахматах и не только о них» (2003).

## Публикации
- Производительные силы СССР и окружающая среда: проблемы и опыт исследования. М.: Мысль, 1981. — 213 с.
- Эколого-экономические аспекты предплановых исследований. Л.: Наука (Ленинградское отделение), 1984. — 110 с.